# Veruca Salt
Veruca Salt é uma banda de rock formada em 1992, em Chicago, Illinois. A formação original do grupo conta com as vocalistas e guitarristas Nina Gordon e Louise Post, o baixista Steve Lack e o baterista Jim Shapiro, que entrou na banda como um favor à Gordon, sua irmã mais nova. O nome da banda vem de uma personagem de Charlie and the Chocolate Factory.
O som segue uma linha bastante similar ao dos Pixies e principalmente ao dos Breeders, misturado a melodias bastante acessíveis e de inegável apelo pop. Após alguns shows como banda de abertura da turnê do Hole, a banda despertou a atenção de várias grandes gravadoras e assinou com a Geffen, que relançou o álbum de estreia da banda, chamado American Thighs. No verão de 1994, o single "Seether" se tornou um grande sucesso.
Como consequência do sucesso, a banda passou a ser alvo de críticas da cena local de Chicago, que os acusavam de oportunistas por usarem a cena independente da época como caminho mais fácil para o sucesso comercial. Em 1997, lançaram seu segundo álbum, Eight Arms to Hold You, que contou com o sucesso "Volcano Girls".
No início de 1998, Nina Gordon anunciou sua saída do Veruca Salt, após desentendimentos que levaram ao fim de sua amizade com Post. Seus projetos após sua saída da banda incluíam uma participação no álbum de James Iha (guitarrista do Smashing Pumpkins) e a composição de músicas para um álbum solo, que acabou sendo lançado em 2000.
Por vários meses o futuro do Veruca Salt esteve incerto, já que havia perdido uma de suas líderes. Em 1999, Louise Post anuncia que a banda iria continuar. Ela remontou a banda, rompeu com a gravadora Geffen e lançou o disco Resolver em 2000, pelo selo independente Beyond. Lançaram mais um álbum, IV, seis anos mais tarde. Depois de muitas mudanças na formação da banda, Post anunciou um hiatus. Mais tarde, ela afirmou que chegou a desistir da música por um período. No entanto, ela e Gordon reataram a amizade e resolveram voltar com a banda.
Em abril de 2014, em sua página oficial no Facebook, o grupo anunciou sua volta para a gravação de algumas músicas para o Record Store Day junto a uma turnê pelo norte dos EUA com a formação original de 1992. Em 2015, lançaram o primeiro disco em 18 anos, chamado Ghost Notes.

## Discografia

### Álbuns de estúdio
- American Thighs (1994)
- Eight Arms to Hold You (1997)
- Resolver (2000)
- IV (2006)
- Ghost Notes (2015)

### EPs
- Blow it Out Your Ass It's Veruca Salt (1996)
- Officially Dead (2003)
- Lords of Sounds and Lesser Things (2005)
- MMXIV (2014)